# Duck Dodgers Starring Daffy Duck
Duck Dodgers Starring Daffy Duck és un videojoc d'acció per la Nintendo 64 llançat l'any 2000. L'ànec Daffy contra famosos personatges dels Looney Tunes com Crusher, Rocky i Mugsy, Marvin l'extraterrestre i Yosemite Sam. En Daffy té el suport (aliant-se) amb en Porky Pig i Lola Bunny.
Està basat en els dibuixos de Warner Brothers de la sèrie Duck Dodgers in The 24½th Century.